# SUSE Linux
SUSE Linux je rodina počítačových operačních systémů založených na Linuxovém jádru a otevřeném software. Dělí se na komerční variantu SUSE Linux Enterprise a komunitní openSUSE založenou na projektu openSUSE.

## Historie
Společnost S.u.S.E vznikla roku 1992 jako UNIXová konzultační skupina, která pravidelně uveřejňovala softwarové balíčky obsahující Softlanding Linux System (SLS), Slackware a tištěné manuály. První CD verze SLS/Slackware byla uveřejněna roku 1994 jako S.u.S.E Linux 1.0. První samostatná distribuce S.u.S.E Linux byla verze 4.4 uveřejněná roku 1996.
Jméno „S.u.S.E.“, akronym z němčiny "Software und System Entwicklung" ("Vývoj systémů a softwaru"), se později zkrátilo na SuSE. Nyní se společnost jmenuje SUSE LINUX s.r.o. a samotné „SUSE“ již není považováno za název produktu.
Česká pobočka se sídlem v Praze byla založena v říjnu 1999. Ve finančním roce končícím 30. dubna 2017 zaměstnávala 102 zaměstnanců.
V roce 2003 společnost Novell zakoupila SUSE Linux za 210 milionů USD a v roce 2005 iniciovala vznik projektu openSUSE.
27. dubna 2011 společnost The Attachmate Group získala společnost Novell a tím i SUSE Linux. Došlo k vyčlenění SUSE Linuxu do nezávislé samostatné obchodní jednotky.
V říjnu 2014 britská společnost The Micro Focus International získala společnost The Attachmate Group včetně SUSE Linuxu.
2. července 2018 společnost Micro Focus International oznámila prodej SUSE Linuxu společnosti Blitz 18-679 GmbH, což je dceřiná společnost EQT Partners. Cena obchodu byla 2,535 miliardy USD.

## Varianty SUSE Linux
Dříve se vydával ve verzích Professional, Personal a Live Eval. Nejvíce programů a dokumentace obsahovala verze Professional. Verze Personal byla určena na pracovní stanice a neobsahovala programy potřebné pro nastavení serverů. Verze Live Eval byla vlastně jakési demo, šlo o tzv. live distribuci, kterou bylo možno spustit přímo z CD, aniž by se cokoliv instalovalo na pevný disk.
V ČR byla prodávána jako SUSE LINUX CZ verze Professional, která obsahovala české manuály a českou instalační podporu. Životní cyklus verzí Professional a Personal byl 2 roky.
Dnes existují dvě komerční verze SUSE: SUSE Linux Enterprise Server (SLES) a SUSE Linux Enterprise Desktop (SLED) a dvě komunitní: openSUSE Leap a openSUSE Tumbleweed.
Distribuce openSUSE Leap se vydává zhruba jednou za rok ve velké aktualizaci (ve formě balíčků i ISO obrazu), takže pokud ji chcete využít, musíte provést upgrade nebo novou instalaci. Oproti tomu distribuce openSUSE Tumbleweed je rolling release, tzn. že jsou stále dostupné nejaktuálnější verze balíčků a jádra, takže se aktualizuje průběžně, cca 1-2x týdně. Klasický model velkých vydání zajištuje stabilitu, zatímco rolující distribuce více uspokojí (technické) uživatele závisející na posledních verzích softwaru.

## Nástroje
- YaST – konfigurace operačního systému
- Snapper – správa snapshotů v souborovém systému Btrfs